# Аль Д'Амато
Альфонс Марчелло «Аль» Д'Амато (англ. Alfonse Marcello «Al» D'Amato; нар. 1 серпня 1937, Бруклін, Нью-Йорк) — американський політик, член Республіканської партії. Він був членом Сенату США від штату Нью-Йорк з 1981 по 1999.
Має італійське походження, римо-католик. Виріс на Лонг-Айленді. Здобув ступінь бакалавра і доктора права в Сірак'юзькому університеті. Д'Амато має чотирьох дітей від першого шлюбу. Він одружився вдруге у 2004 році на Катурії Елізабет Сміт.
Був державним адміністратором округу Нассау, а потім обраний приймачем податків Гемпстеда. Він залишив цю посаду, щоб стати керівником міста, а у 1977 році він був обраний головуючим керівником. Він також був віце-головою ради округу Нассау з 1977 по 1980 рік.
Після відходу від політики він працював кореспондентом журналу George і коментатором для Fox News Channel. Обіймав керівну посаду в компанії CA Technologies.